# Toussaint Campi
Pour les articles homonymes, voir Campi (homonymie).
Toussaint Campi, né le 31 octobre 1777 à Ajaccio en Corse et mort le 12 octobre 1832 à Lyon, dans le Rhône, est un général français de la Révolution et de l’Empire.

## Biographie
Fils de François Campi et Marie Peri, Toussaint Campi débute dans la carrière militaire comme sous-lieutenant à l'âge de 18 ans. À l'affaire d'Unterwald, le 4 septembre 1798, il lutte avec les montagnards et est blessé d'un coup de feu qui lui traverse les deux cuisses. Le 26 mai 1799, au moment de l'investissement de Turin par Souvarow, il défend presque seul l'entrée de l'arsenal contre un nombre considérable d'Autrichiens et de Piémontais, et ne cède que lorsqu'un coup de baïonnette vient le renverser. Traîné dans les prisons de Bade, il ne recouvre sa liberté qu'après la paix de Lunéville.
En 1805, nommé adjoint de l'état-major, il est choisi pour aide de camp par Masséna. Sous ce grand capitaine, sa vie militaire ne pouvait demeurer inactive, et l'on voit en effet dans les Mémoires du général Pelet, quelle part Campi a dans la campagne de 1809. C'est à son intrépidité qu'est dû en partie le succès d'Eferding. Plus tard, à Ebersberg, où est donné un des exemples les plus remarquables d'acharnement dont ait parlé l'histoire, Campi, alors chef de bataillon, est en tête d'une des colonnes françaises avec le fougueux Coehorn, qui ne peut le surpasser en bravoure. Il supporte auprès de Masséna la rude épreuve d'Essling, où il est blessé de nouveau. Le 1er juin 1809, l'Empereur le nomme colonel du 28e léger (ou 26e léger selon les sources). C'est en cette qualité qu'à Wagram, il fait partie de la colonne qui défile par bataillons serrés, en masse sous le feu de l'artillerie et au milieu des charges de la cavalerie autrichienne. Recevant dans un des moments les plus critiques de ce mouvement l'ordre de marcher au pas accéléré, il commande « pas ordinaire », resserre les rangs de son régiment labourés par les boulets et en impose à l'ennemi par sa contenance.

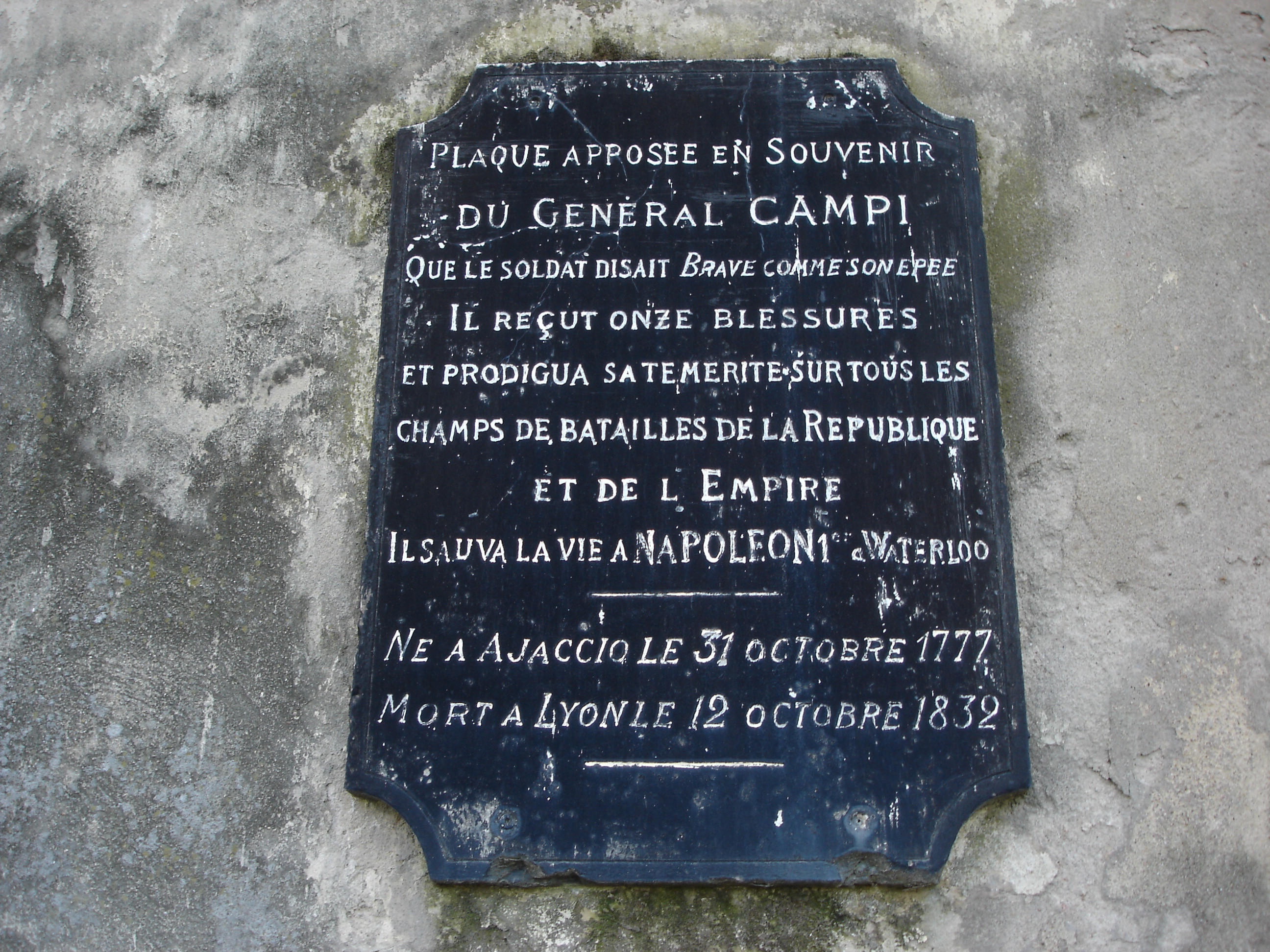
Plaque dédiée au général Campi à Lyon.

À Korneuburg, à Stockerau, il est successivement placé aux postes les plus périlleux. À Znaïm, on le voit lutter encore avec gloire contre des forces supérieures, et tomber atteint de plusieurs coups de baïonnette. En 1810, il est employé comme adjudant-commandant en Illyrie et auprès du prince Eugène. On le voit ensuite paraître avec une nouvelle distinction en Espagne, à la tête du 65e de ligne. Là, au cours de la bataille des Arapiles, il combat jusqu'à la dernière extrémité, criant à ses frères d'armes qu'« il est plus beau de mourir sous ses drapeaux, que de les arracher à l'ennemi en se retirant ». Il parvient au grade de général de brigade le 12 avril 1813 et est envoyé à l'armée d'Italie. Il se trouve cette même année aux affaires de Villarh et de Foitreix en Italie, et fait avec distinction les campagnes de Saxe (1813) et de France (1814). Il reçoit une grave blessure lors de la bataille de Waterloo. Mis en disponibilité en 1815, il est porté en 1818 sur les cadres de l'état-major général et reprend du service comme inspecteur général de l'infanterie en 1819 et 1820. De nouveau disponible jusqu'en 1830, il reçoit à cette époque le grade de lieutenant-général. Le général Campi meurt à Lyon en 1832.

## Le cœur du Général Campi
Le 28 juin 1893, fut découvert lors d'une fouille de l'avenue Niel à Paris, une petite boite de plomb avec un parchemin portant l'inscription suivante : « Cœur du Général de division Baron Campi, mort à Lyon le 14 octobre 1832. Embaumé par M. Jourdan, pharmacien. »
Après avoir été ouverte puis refermée et soudée, la boite en plomb qui affecte elle-même la forme d'un cœur a été mise dans une petite caisse en chêne et placée le 9 mai 1894 dans une chambre creusée à son intention dans un pilier de masse calcaire au croisement de trois galeries des Catacombes de Paris. La chambre est scellée par une dalle de pierre portant l'unique inscription « 1894 », conformément à l'esprit de l'ossuaire municipal, tous égaux et anonymes dans la mort.
En 1970, la construction d'un immeuble moderne au 4 rue Remy Dumoncel nécessite la réalisation d'un puits de service et de piliers de consolidations dans les catacombes à l'aplomb de cet immeuble. Le rocher contenant le cœur du général se retrouve englobé dans ces travaux de maçonnerie qui rendent la plaque portant le millésime 1894, invisible de nos jours.

## Distinctions
- Officier de la Légion d'honneur (1814)[2],[3]
- Il fait partie des 660 personnalités à avoir son nom gravé sous l'Arc de triomphe de l'Étoile. Il apparaît sur la 19e colonne (l’Arc indique CAMPI).

## Armoiries
| Figure | Blasonnement |
|        | Armes du baron Campi et de l'Empire (15 août 1810). Coupé : au 1, parti de sinople, à une gerbe d'or et du quartier des Barons militaires de l'Empire ; au 2, d'argent, à une sirène de carnation, tenant de sa main dextre un miroir ovale d'azur encadré d'or, et nageant sur une mer de sinople. Devise : CAMPI TUI REPLEBUNTUR UBERTATE,. |